# ヴァーニョ・セリオ・ド・ナシメント・シウヴァ
セリオ・シウバ（Célio Silva）ことヴァーニョ・セリオ・ド・ナシメント・シウヴァ（ポルトガル語: Vagno Célio do Nascimento Silva、1968年3月20日 - ）は、ブラジル出身の元同国代表サッカー選手、サッカー指導者。ポジションはDF。

## 所属クラブ
- 1986-1988 -  アメリカーノFC
- 1988-1991 -  CRヴァスコ・ダ・ガマ
- 1991-1993 -  SCインテルナシオナル
- 1993-1994 -  SMカーン
- 1994-1998 -  SCコリンチャンス・パウリスタ
- 1998 -  ゴイアスEC
- 1999 -  CRフラメンゴ
- 2000 -  アトレチコ・ミネイロ
- 2001-2003 -  ウニベルシダ・カトリカ
- 2003 - → アメリカーノFC (loan)